# ジャーヴァス・ピアポント (初代ピアポント男爵)
初代ピアポント男爵ジャーヴァス・ピアポント（英語: Gervase Pierrepont, 1st Baron Pierrepont、1649年 – 1715年5月22日）は、イギリスの政治家、地主。

## 生涯
ウィリアム・ピアポント（初代キングストン＝アポン＝ハル伯爵ロバート・ピアポントの次男）とエリザベス・ハリーズ（初代準男爵トマス・ハリーズの娘）の五男として、1649年に生まれた。
1679年10月イングランド総選挙でノッティンガムシャー選挙区から出馬して敗れた後、一旦政治から離れたが、1698年イングランド総選挙で今度はアップルビー選挙区から出馬して当選を果たした。議会ではトーリー党員としてふるまい、以降数度再選を果たした後、1705年イングランド総選挙で立候補せず庶民院から引退した。1703年3月21日にアイルランド貴族であるアルドグラスのピアポント男爵に叙され、1714年10月19日にグレートブリテン貴族であるハンスリップのピアポント男爵に叙された。
1715年5月22日に死去、継承者となる息子を儲けなかったためすべての爵位が断絶した。遺産は一部が教会に寄贈されたほか、大半がピアポント家本家が継承した。

## 家族
1680年3月10日、第3代準男爵ジョン・ペラムの娘ルーシー（1721年7月8日没）と結婚、1女をもうけた。